# Scossa (album)
Scossa è un album della cantante italiana Aida Cooper (accreditata semplicemente come "Aida"), pubblicato dall'etichetta discografica Ricordi nel 1987.
L'album è prodotto da Alberto Salerno, mentre gli arrangiamenti sono curati da Mauro Paoluzzi.

## Tracce

### Lato A
1. Regina
2. Figlio della strada
3. Male d'Africa
4. Se fossi qui

### Lato B
1. Scossa
2. Non c'è aiuto senza te
3. Il falco
4. Un temporale

## Formazione
- Aida Cooper – voce
- Mauro Paoluzzi – chitarra elettrica, tastiera
- Franco Cristaldi – basso
- Claudio Pascoli – sax, flauto
- Naimy Hackett, Betty Vittori – cori